# Desa Karangrowo (administrativ by i Indonesien, lat -6,89, long 110,87)
Desa Karangrowo är en administrativ by i Indonesien.   Den ligger i provinsen Jawa Tengah, i den västra delen av landet, 400 km öster om huvudstaden Jakarta.